# Цетлинген
Цетлинген (њем. Zethlingen) општина је у њемачкој савезној држави Саксонија-Анхалт. Једно је од 40 општинских средишта округа Алтмарк Салцведел. Према процјени из 2010. у општини је живјело 309 становника. Посједује регионалну шифру (AGS) 15081585.

## Географски и демографски подаци
Цетлинген се налази у савезној држави Саксонија-Анхалт у округу Алтмарк Салцведел. Општина се налази на надморској висини од 36 метара. Површина општине износи 16,7 km². У самом мјесту је, према процјени из 2010. године, живјело 309 становника. Просјечна густина становништва износи 18 становника/km².